# Deutscher Soldatenfriedhof Lommel

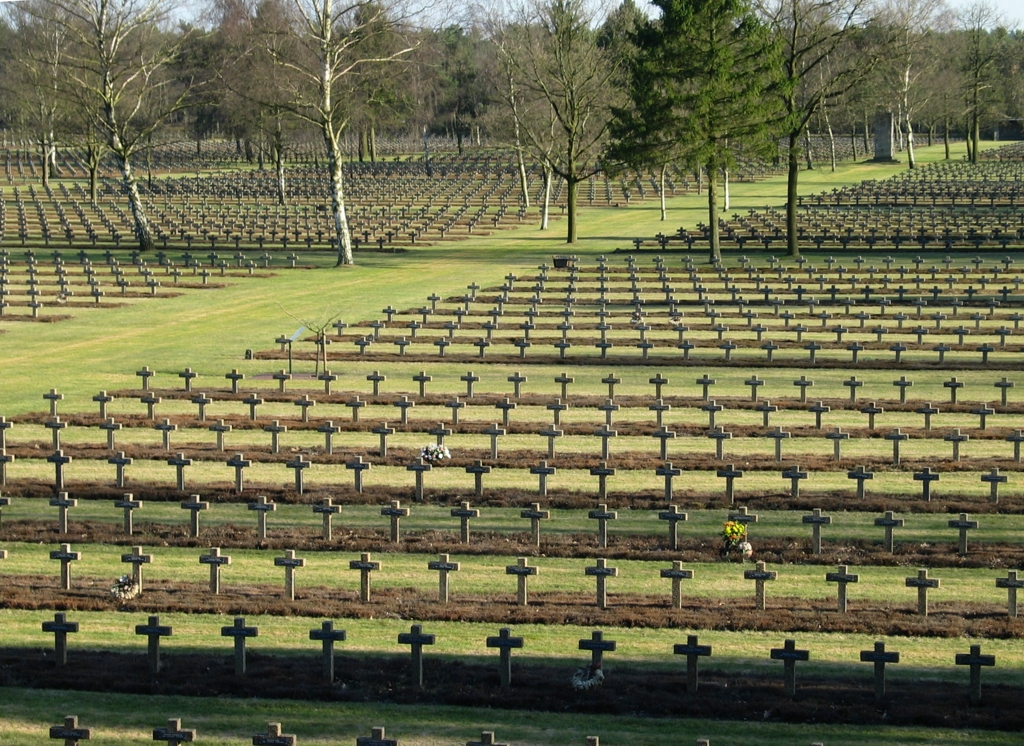
Soldatenfriedhof Lommel, mit der Gedenksäule im Hintergrund

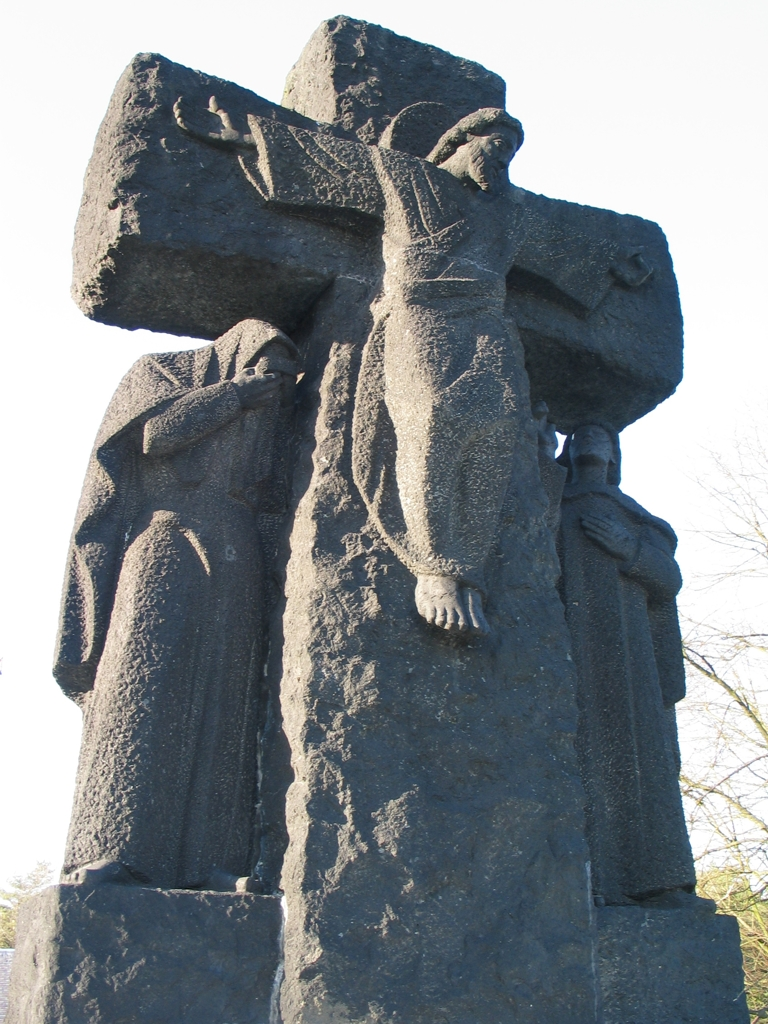
Kreuzigungsgruppe

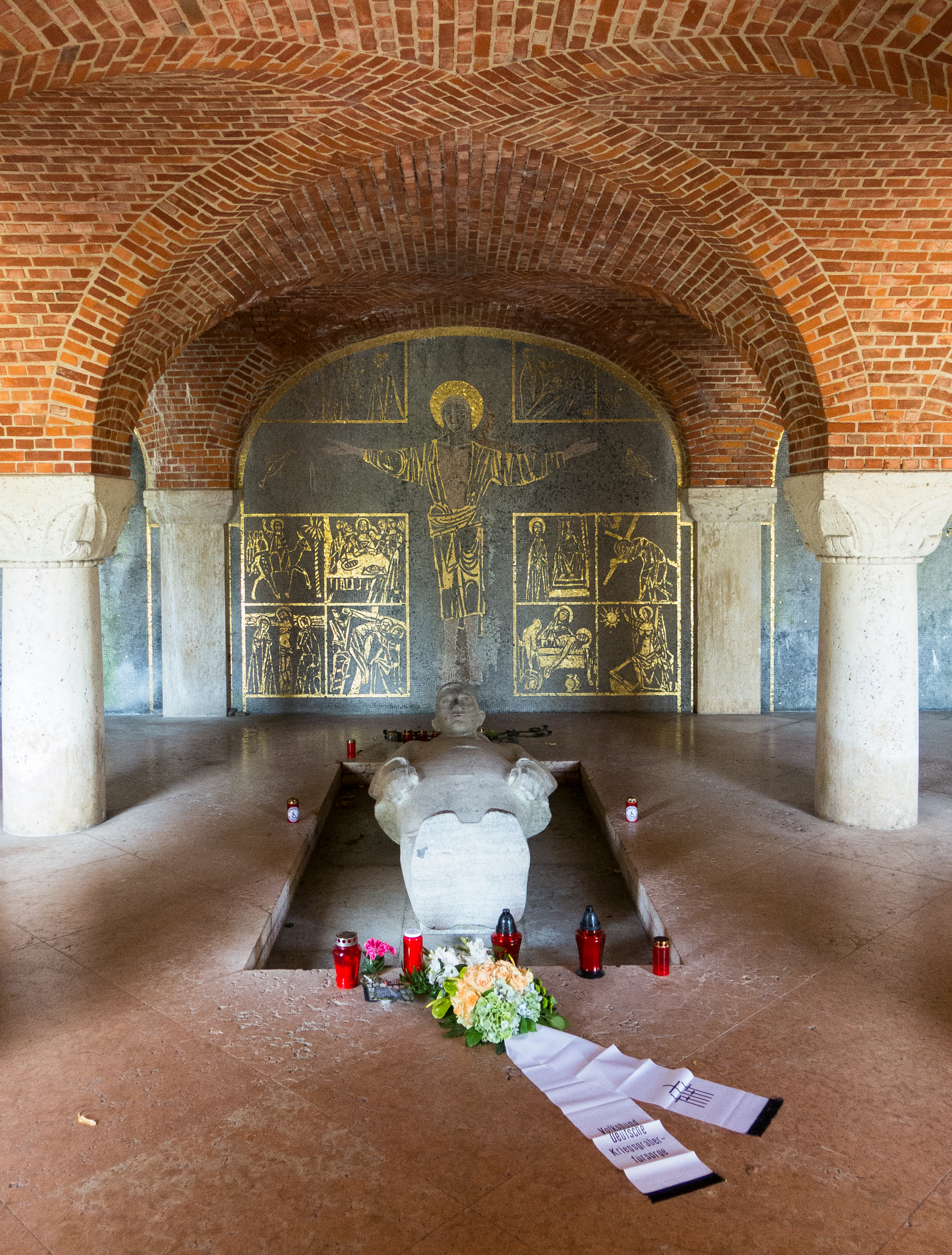
Blick in die Krypta

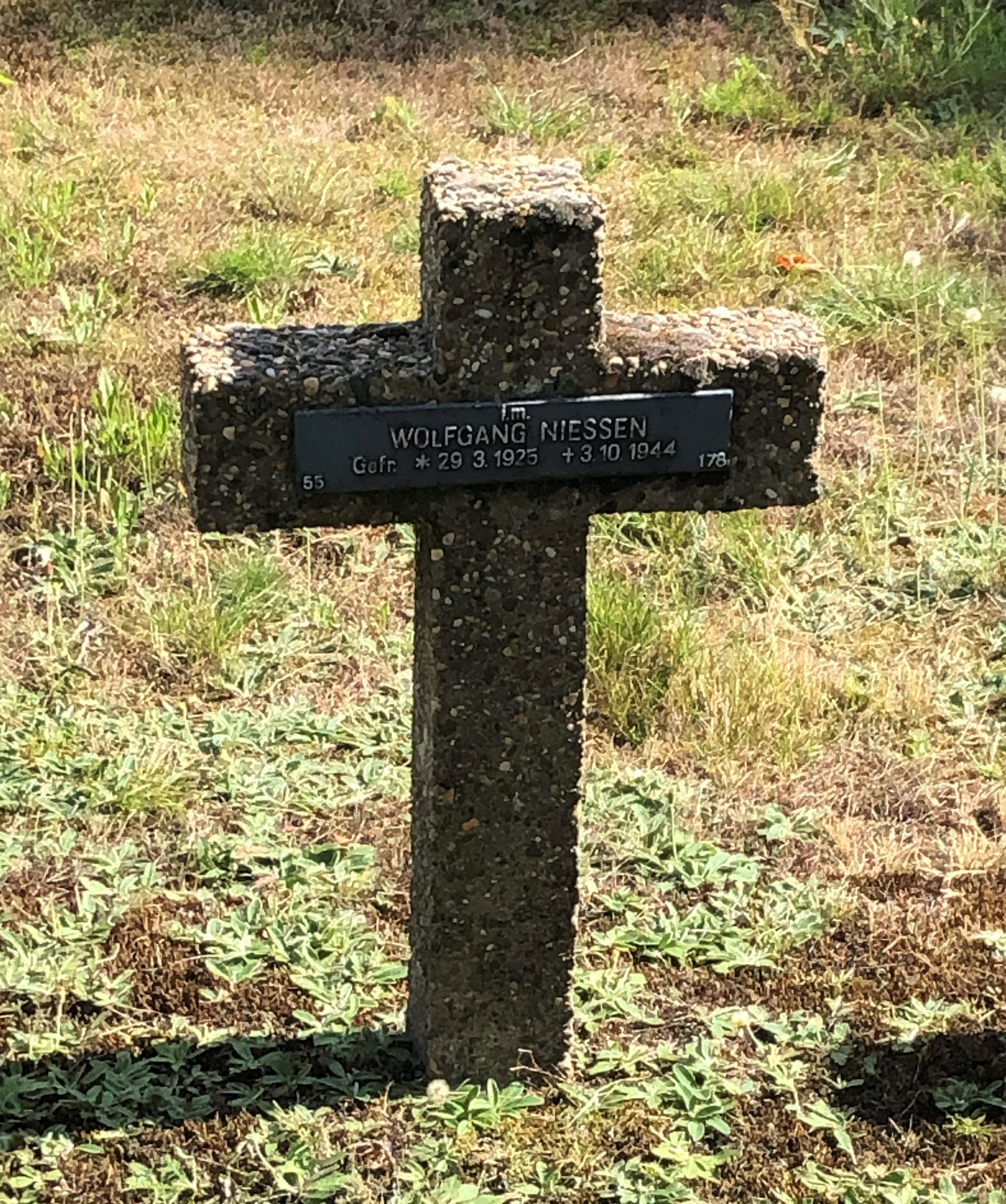
Grabkreuz mit Inschrift „i.m.“, für „in memoriam“. Deutet darauf hin, dass die Überreste des Gefallenen nicht zweifelsfrei identifiziert werden konnten.

Der Soldatenfriedhof in Lommel (Belgien) ist der größte deutsche Soldatenfriedhof des Zweiten Weltkriegs im westeuropäischen Ausland. Auf einer Fläche von insgesamt 16 ha (427 × 350 m) liegen hier 542 Gefallene aus dem Ersten Weltkrieg und 38.569 Gefallene aus dem Zweiten Weltkrieg. Der Friedhof ist in 63 Felder mit bis zu 28 Reihen und 640 Gräbern gegliedert. Für jeweils zwei Gefallene wurde ein Kreuz gesetzt. In einigen Fällen liegen bis zu neun Soldaten in einem Grab. Ihre Daten sind in Metallschilder eingraviert, die auf beiden Seiten des Kreuzes angebracht wurden.

## Geschichte
Offiziell eingeweiht wurde der Friedhof am 6. September 1959. Zuvor waren die Gefallenen des Zweiten Weltkrieges durch den amerikanischen Gräberdienst auf fünf Sammelfriedhöfen in der Region bestattet worden. Ab 1946 begann die Umbettung der Gefallenen von den Sammelfriedhöfen nach Lommel. Hierdurch wurden nicht nur die vormaligen, provisorischen Sammelfriedhöfe Henri-Chapelle, Fosse, Overrepen und Neuville-en-Condroz, sondern auch der deutsche Soldatenfriedhof aus dem Ersten Weltkrieg in Leopoldsburg mit 542 Gefallenen aufgelöst. Von 13.000 unbekannten Soldaten wurden nachträglich 7.000 identifiziert. Pro Jahr besuchen über 30.000 Menschen den Friedhof.
Auf diesem Friedhof liegen laut der flämischen Organisation „Sint-Maartensfonds, SMF“, eine Vereinigung ehemaliger flämischer SS-Angehöriger, 46 gefallene SS-„Ostfrontkämpfer“ begraben.

## Krypta
Der Zugang zum Friedhof erfolgt durch die Krypta. Auf der Krypta steht eine Kreuzigungsgruppe. Die einzelnen Figuren der Gruppe, Maria und Johannes, sind 3,30 m groß und wiegen jeweils sieben Tonnen. Im Innern der Krypta ist symbolisch die Statue eines Soldaten aufgebahrt, an der regelmäßig Kranzniederlegungen durch ausländische Staatsvertreter erfolgen.

## Sonstiges
Seit 1953 betreut der Volksbund Deutsche Kriegsgräberfürsorge den Friedhof. Er unterhält dort ein großes Informationszentrum und auch eine Jugendbegegnungsstätte. Jedes Jahr besuchen etwa 25 bis 30.000 Menschen diesen Friedhof. Im Mai 1995 wurde ein Ginkgo-Baum gepflanzt, als Zeichen der Hoffnung und Erinnerung an den Krieg und den ersten Einsatz von Nuklearwaffen am 6. August 1945 über Hiroshima. Auf einer Gedenkplatte steht in 3 Sprachen: „Als Zeichen der Hoffnung des Friedens. Gepflanzt anlässlich des 50. Jahrestages des Kriegsendes“. Im Zentrum des Friedhofs steht eine Gedenksäule, die ursprünglich auf dem Friedhof von Brüssel-Evere errichtet wurde.